# Neotanais triangulocephalus
Neotanais triangulocephalus är en kräftdjursart som beskrevs av Rosalia Konstantinovna Kudinova-Pasternak 1973. Neotanais triangulocephalus ingår i släktet Neotanais och familjen Neotanaidae. Inga underarter finns listade i Catalogue of Life.